# Victor Mauvais
Félix-Victor Mauvais (ou Victor Mauvais; Maîche, 7 de março de 1809 – Paris, 22 de março de 1854) foi um político e astrônomo francês.
Em 1836 foi para o Observatório de Paris como estudante de astronomia. Esteve no Bureau des Longitudes de 1843 a 1854, trabalhando com meteorologia. Em 1843 foi eleito para a Académie des Sciences. Recebeu o Prêmio Lalande de 1843, pela descoberta do cometa C/1861 J1. Também descobriu os cometas C/1844 N1 e C/1847 N1.
Em 2 de março de 1854 o observatório e o Bureau des Longitudes foram separados, obrigando Mauvais a afastar-se desta última instituição. Abalado por isto, adoeceu e cometeu suicídio algumas semanas mais tarde.